# Hwardijśke (rejon symferopolski)
Hwardijśke (ukr. Гвардійське, ros. Гвардейское, Gwardiejskoje, krymskotat. Sarabuz) – osiedle typu miejskiego, należące do Republiki Autonomicznej Krymu, w odległości 22 km na północ od Symferopola.

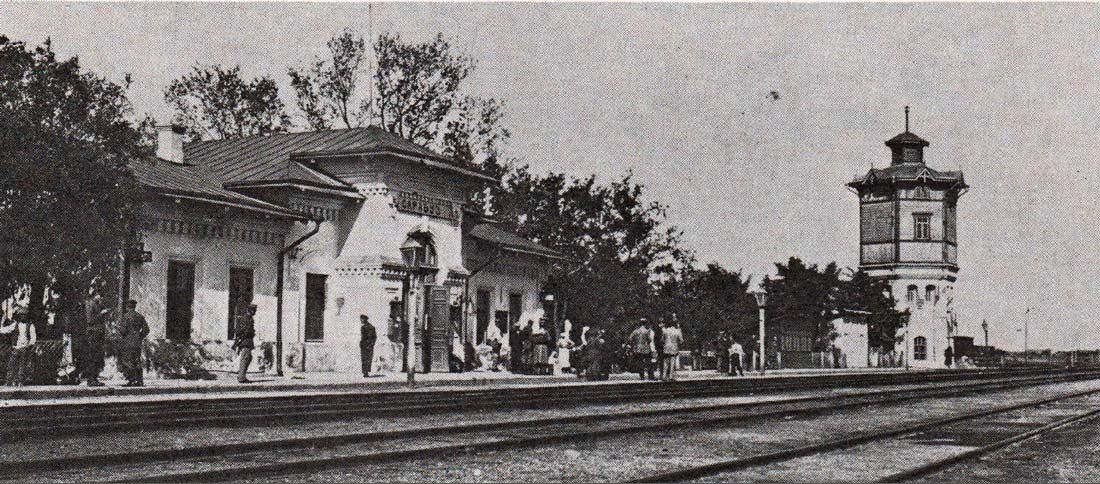
Stacja kolejowa Sarabuz, koniec XIX wieku

Miejscowość została założona w 1873. Do 1945 nazywała się Spat. Status osiedla typu miejskiego posiada od 1957, liczy 12,62 tys. mieszkańców.